# Campionato Italiano Rally 2001
Il Campionato Italiano Rally 2001 è stato la 40ª edizione del Campionato Italiano Rally, vinto dal fiorentino Paolo Andreucci con la sua Ford Focus WRC con il copilota Alessandro Giusti.